# Alter Botanischer Garten w Tybindze
Alter Botanischer Garten – park miejski w Tybindze. Do 1969 roku pełnił on funkcję ogrodu botanicznego Uniwersytetu w Tybindze. Gdy powstał nowy ogród botaniczny, dotychczasowy (stary) zamieniono w park. Studenci nadali mu nazwę „Bota”.

## Historia
Pierwszy ogród zielny w Tybindze założył Leonhart Fuchs, gdy w 1535 roku objął katedrę medycyny na miejscowym uniwersytecie. Lokalizacja ogrodu kilkakrotnie się zmieniała. Dzisiejszy Alter Botanischer Garten powstał w 1804 roku za rządów księcia Friedricha, który budowę zlecił Carlowi Friedrichowi Kielmeyerowi. Ogród powstał w latach 1806–1809. Na tyłach ogrodu, nad rzeką Ammer zbudowano palmiarnię. W czerwcu 1865 r. zorganizowano w niej wystawę handlową, którą odwiedził także król Karol podczas podróży po Wirtembergii.
8 maja 1969 roku w pobliżu instytutu botanicznego na Morgenstelle otwarto nowy ogród botaniczny, a dotychczasowy został przekształcony w park. Mimo protestów mieszkańców palmiarnia została rozebrana. Park jest ulubionym miejscem odpoczynku studentów, którzy nadali mu nazwę „Bota”.
W 2016 na renowację parku przeznaczono około 250 000 euro ze spadku po właścicielkach księgarni w Tybindze Julie Gastl i Gudrun Schaal. Zaplanowano renowację alejek, w tym odsunięcie ich od korzeni starych drzew, naprawę oświetlenia i ławek.

## Flora i fauna
W miejscu dawnej palmiarni w latach 70. XX wieku posadzono dwa rzędy platanów. Niedaleko placu zabaw rośnie 250-letni buk, a 50 metrów dalej równie stary dąb piramidalny. Inne stare drzewa ozdobne: paulownia omszona, skrzydłorzech kaukaski, miłorząb dwuklapowy, żywotnik olbrzymi, cypryśnik błotny, dawidia chińska, surmia, tulipanowiec amerykański i orzech włoski.
W drzewach gnieżdżą się ptaki i 7 gatunków nietoperzy.
Od 2010 roku z inicjatywy studentów biologii, ekologii i geografii w parku jest realizowany projekt „Die Bunte Wiese”, czyli ograniczenia koszenia terenów zielonych i tworzenia dzikich łąk poprzez wysiewanie rodzimych gatunków. W jego ramach na terenie parku powstały 3 dzikie łąki.

## Architektura
Po śmierci Friedrich Hölderlin został pochowany na cmentarzu w Tybindze. W 1884 roku jego przyrodni brat Karl Gok umieścił na jego grobie skromny nagrobek. Wraz ze wzrostem zainteresowania poetą i jego twórczością, już w drugiej połowie XIX wieku wielbiciele uważali, że jest zbyt skromny. Do ich grona należał Emmerich Andresen, który zaoferował przekazanie na nagrobek pomnika nazwanego „Genius des Ruhms”, za który w 1873 roku na wystawie światowej w Wiedniu otrzymał medal. W katalogu opisano go jako „pomnik nagrobny dla sławnego człowieka”. Ówczesny burmistrz Tybingi Julius Gösz do pomysłu podszedł z entuzjazmem. Powstał nawet „Hölderlin-Comité”, który jednak uznał, że częściowo rozebrana postać nie może być umieszczona na cmentarzu. Powstał nawet pomysł przeniesienia prochów poety do pobliskiego ogrody botanicznego i urządzenie mu tam nagrobka. Jednak na ten pomysł nie zgodziły się władze świecki i kościelne. Ostatecznie pomnik ustawiono w ogrodzie botanicznym tak, aby postać miała skierowane w kierunku nagrobka ramię z wieńcem laurowym.
Andresen zaproponował, aby na cokole umieścić cytat z utworu austriackiego pisarza Roberta Hamerlinga. Pomnik został odsłonięty 30 czerwca 1881 roku. Niestety szybko okazało się, że giną części wykonane z pozłacanej blachy, wieniec laurowy i gwiazda. Nie pomagało ich wymienienie, zazwyczaj znikały po kilku dniach. W 1977 roku wieniec laurowy i gwiazda na czole nie przetrwały nawet 24 godzin. Została również urwana ręka poety.
W ogrodzie znajduje się plac zabaw dla dzieci, przebudowany w 2007 roku.

## Galeria

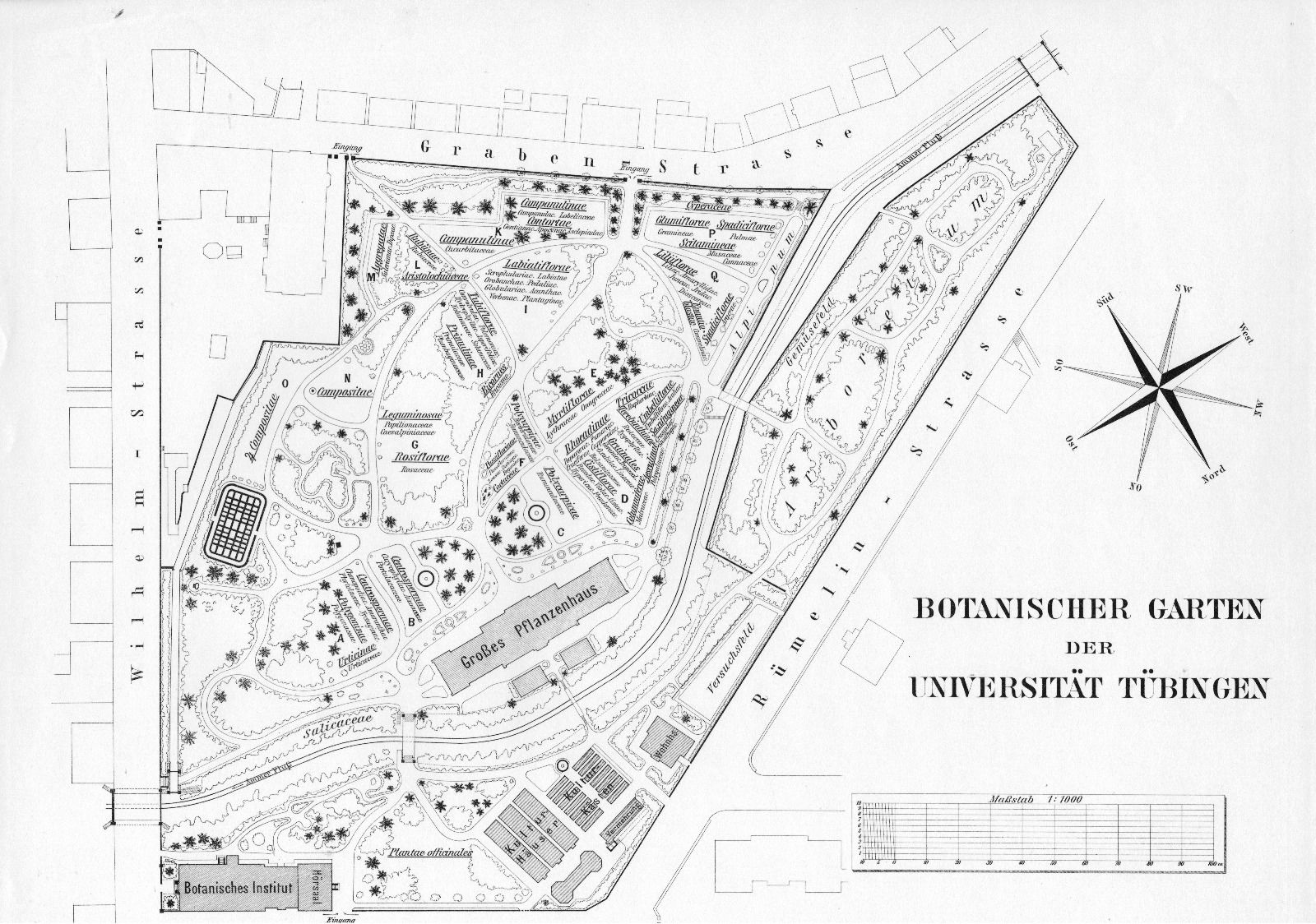
Plan ogrodu z 1900 roku
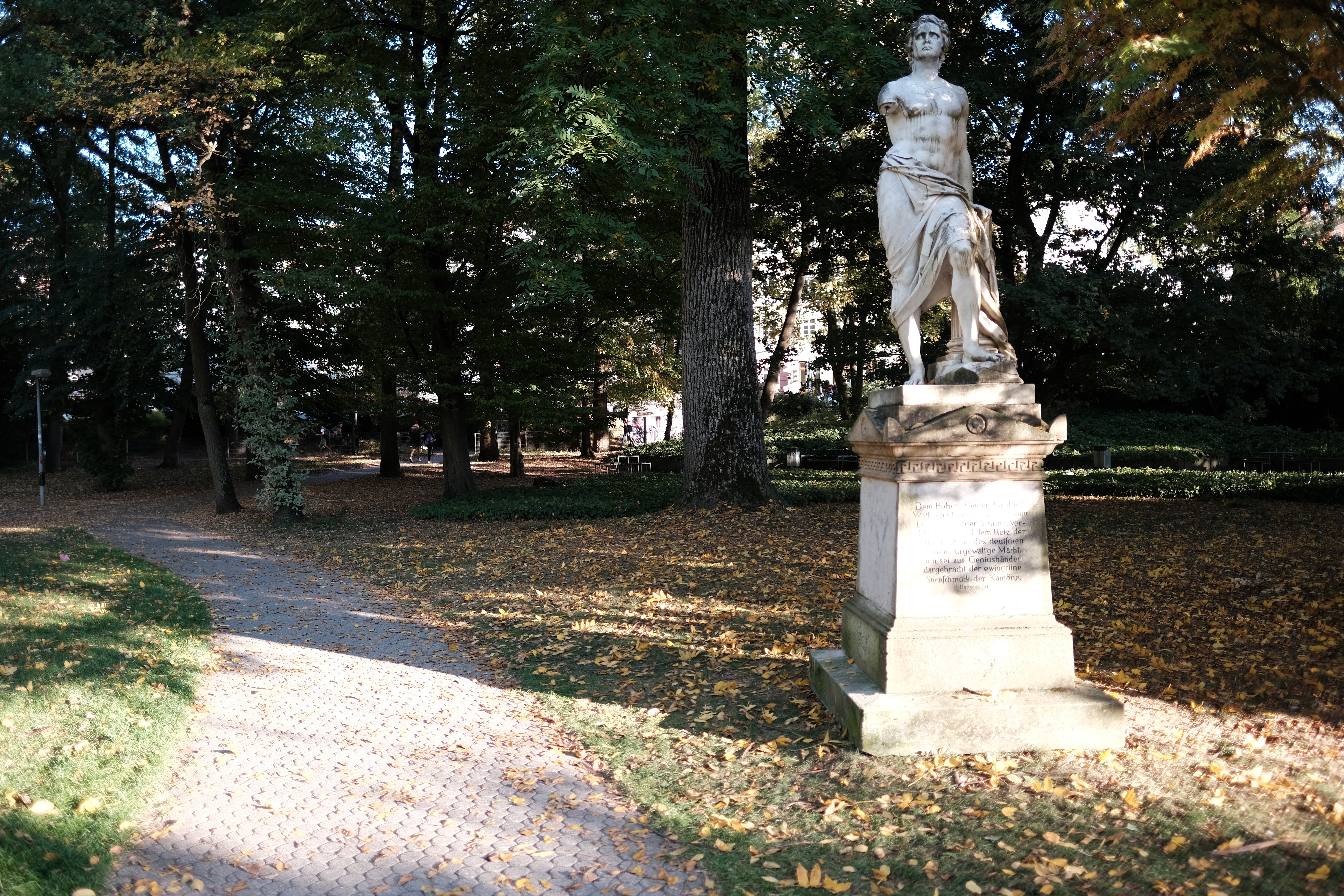
Pomnik Hölderlina w XXI wieku
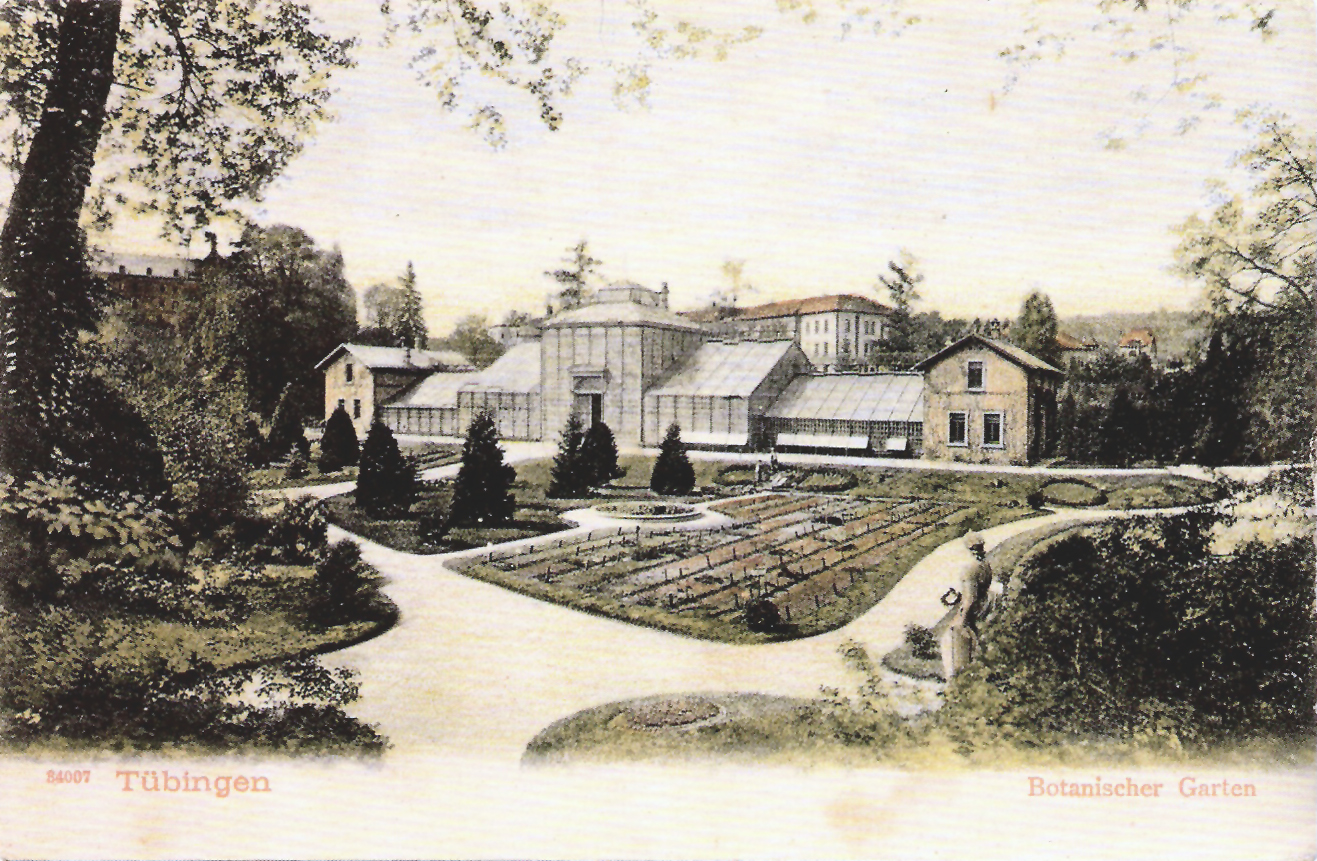
Nieistniejąca palmiarnia (1916)
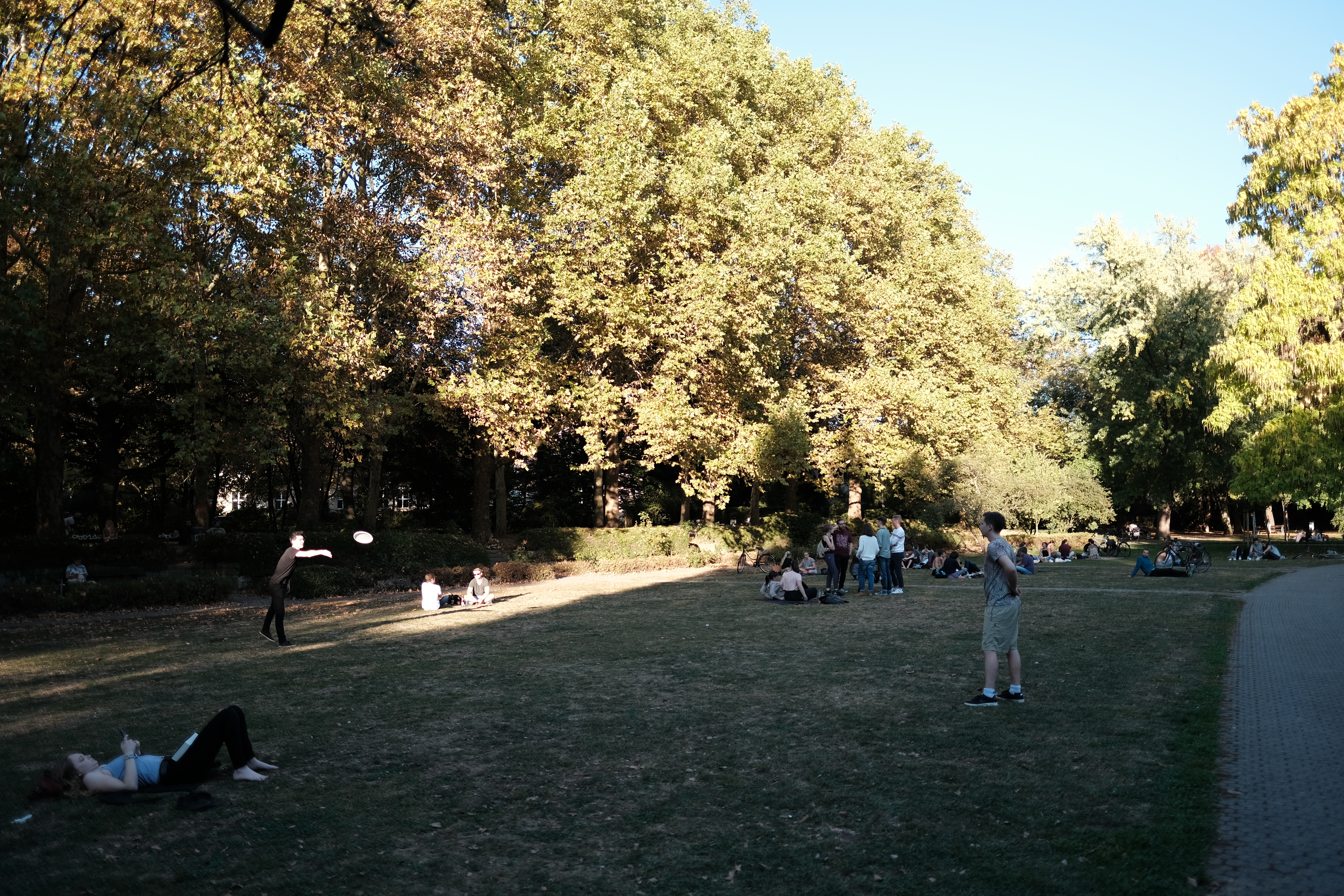
Ogród jest miejscem wypoczynku i spotkań
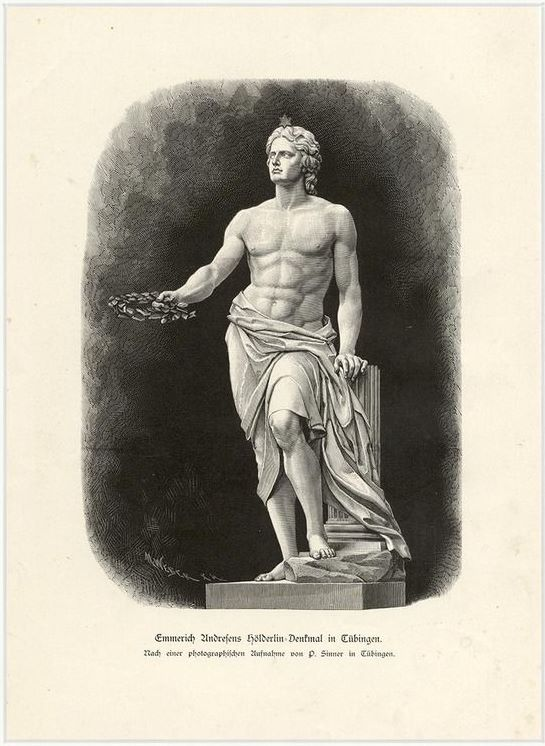
Pomnik Hölderlina z wieńcem laurowym